# Сестиере
Сестиере (sestiere, множ. sestieri) — является административным делением некоторых итальянских городов и поселков. Слово происходит от sesto  («шесть»), поэтому используется только для разделенных на шесть районов городов. Самый известный пример — сестиери Венеции, но, например, Асколи-Пичено, Генуя, Милан и Рапалло также были разделены на сестиери. Средневековое владение Негропонт на острове Эвбея также иногда делилось на шесть округов, каждый с отдельным правителем при арбитраже Венеции. Венецианская колония на Крите («Королевство Кандия») также было разделено на шесть частей, названных в честь сестиере Венеции, при этом столица Кандия сохранила статус коммуны Венеции. Остров Бурано к северу от Венеции также делится на сестиери.
Иногда встречается иной вариант этого слова: например, коммуна Леонесса делится на sesti или шесть частей.
Другие итальянские города часто делятся на quartieri (4) или terzieri (3); некоторые города просто называют эти районы rioni  без указания номера. Сестиере, квартиери, терциери, риони и их аналоги обычно больше не являются административными единицами этих городов, а лишь историческими и традиционными сообществами, которые чаще всего проявляются на ежегодных городских палио.